# Palazzo Comunale (Modena)
Il palazzo comunale di Modena, che chiude col suo porticato il lato orientale e settentrionale di Piazza Grande, è tuttora sede del Comune di Modena.

## Storia
Non si tratta in realtà di un unico palazzo, ma del risultato della ristrutturazione sei-settecentesca di numerose costruzioni sorte a partire dal 1046, tutte con la medesima funzione di edifici amministrativi e di rappresentanza. L'antica Torre civica venne eretta nel XVI secolo al posto del duecentesco Arengario. Oggi è detta Torre Mozza, in quanto crollò nel 1671 in seguito a un terremoto.
Interessante nell'ala nord è la Sala delle Bifore, ambiente in cui è tornata alla luce parte della precedente facciata medievale, arretrata di alcuni metri rispetto alla precedente.

## La Sala del Fuoco

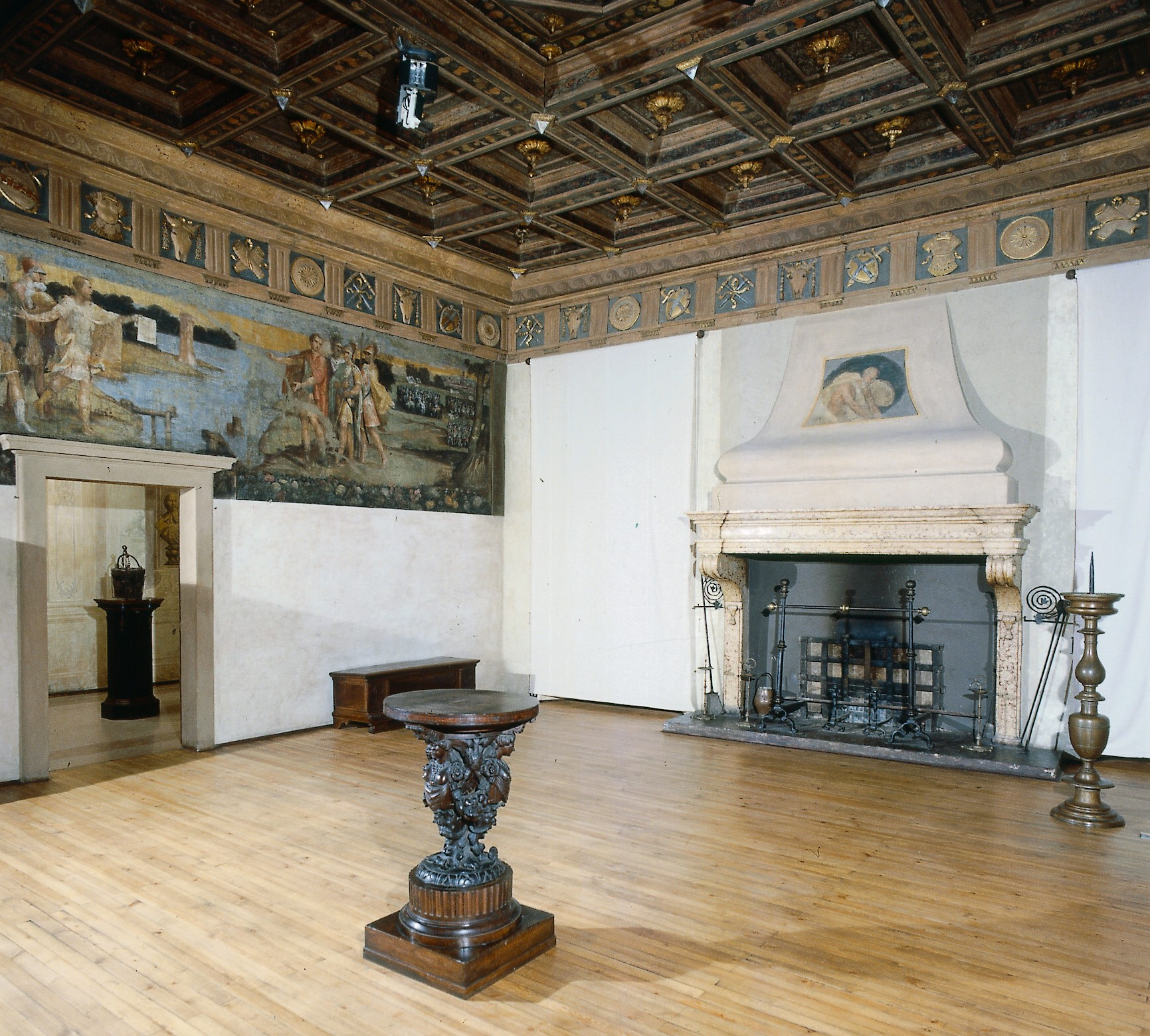
La Sala del Fuoco.

All'interno è degno di nota il fregio della Sala del Fuoco, una serie di dipinti eseguiti da Nicolò dell'Abate nel 1546, raffiguranti gli Episodi dell'assedio di Modena del 44 a.C.: un'occasione per raffigurare i personaggi della storia romana (Marco Antonio, Bruto, Augusto) in uno sfondo tipicamente ‘emiliano' in cui appare anche qualche veduta della città.
Nella sala del fuoco era sempre attivo un braciere dal quale il popolo poteva prelevare le braci per attivare il proprio fuoco domestico. Si trattava di un servizio pubblico ovviamente molto apprezzato da tutti i modenesi.

## La Secchia Rapita
Nel Camerino dei Confirmati è custodita uno dei simboli della città: la Secchia rapita, un normale secchio di legno che ricorda ai modenesi la gloriosa vittoria ottenuta contro i bolognesi nel 1325 nella battaglia di Zappolino . Secondo un'antica cronaca, ritrovata nel Seicento, i modenesi sottrassero la secchia a un pozzo bolognese e la riportarono in città come trofeo. Costituisce l'oggetto e il titolo del celebre poema eroicomico di Alessandro Tassoni La secchia rapita, del 1622.

## LaPreda Ringadora
La secchia è una testimonianza diretta della vita medievale nella città: possiamo accostarla alla Preda Ringadora, un grosso masso rettangolare di marmo collocato a pochi metri dal porticato del Palazzo, che probabilmente apparteneva in origine a un antico edificio romano. In epoca medievale la Preda era utilizzata come palco per gli oratori, ma anche come luogo dove eseguire le sentenze di morte ed esporre cadaveri (affinché qualcuno potesse identificarli).

## La Bonissima
Al medioevo risale anche la statua detta della Bonissima, una misteriosa figura femminile eretta nel 1268 in Piazza Grande e poi successivamente posta sopra il portico del Palazzo Comunale, all'angolo con via Castellaro. La tradizione ci racconta di una generosa nobildonna modenese, Bona, che si distinse nella generosità nei confronti dei poveri. Più probabilmente la figura femminile (che forse reggeva nella mano una bilancia, oggi perduta) è il simbolo della Buona stima (da cui in dialetto bona ésma e poi bonésma), vale a dire della precisione in fatto di misure e compravendite: ai piedi della statua vi erano infatti incise le antiche misure mercantili modenesi, documentate, a partire dal 1547, sull'abside del Duomo.

La Secchia
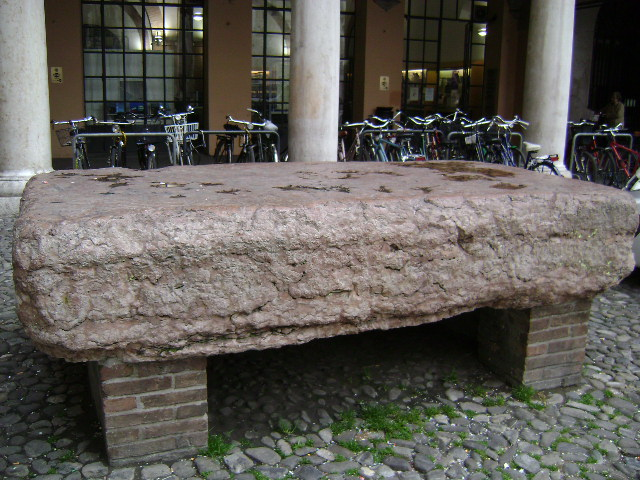
La Preda Ringadora
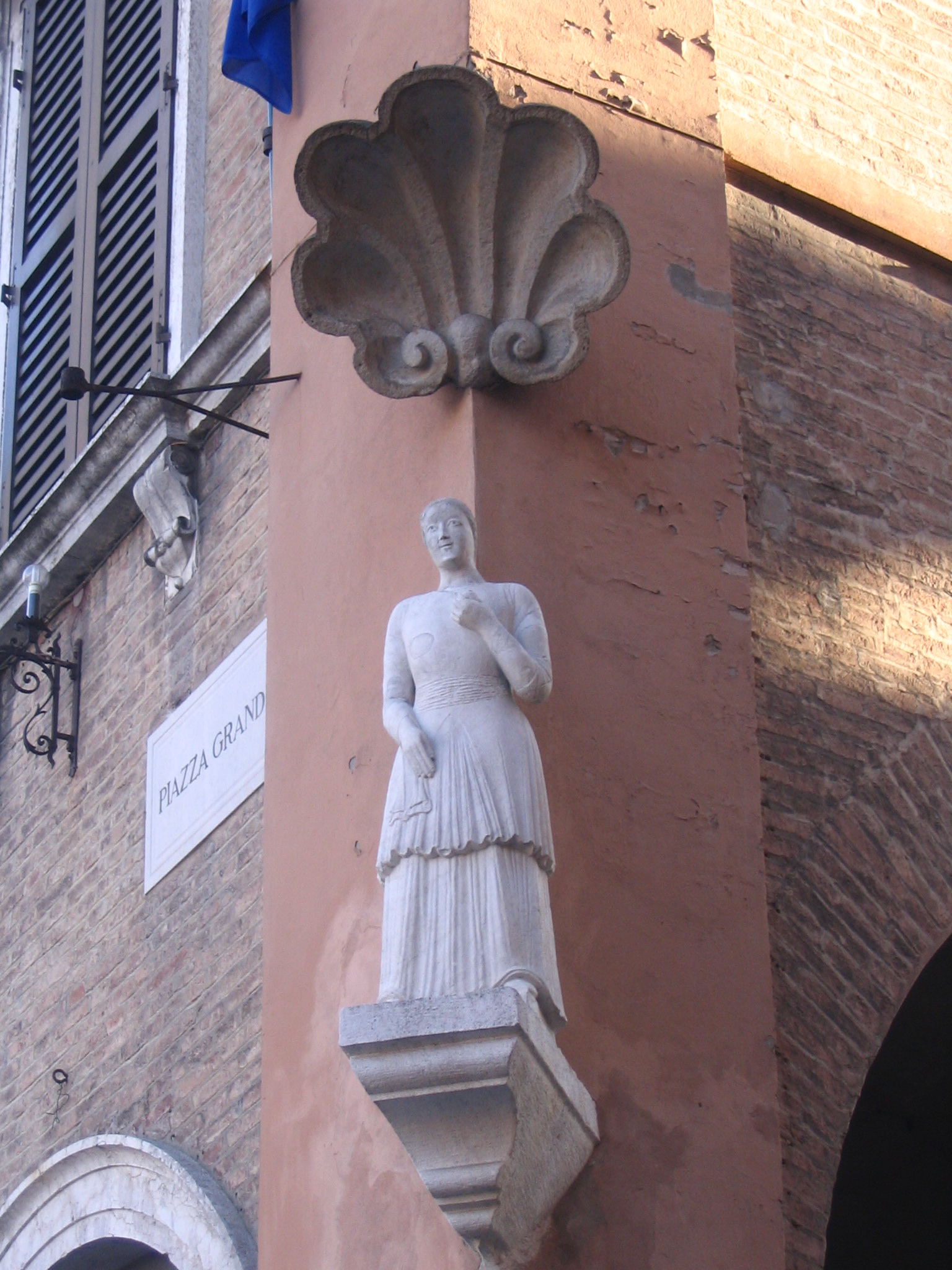
La Bonissima